# Gabos (lied)
Gabos is een lied van de Nederlandse rapper JoeyAK. Het werd in 2022 als single uitgebracht en stond in 2023 als tweede track op het album Most hated.

## Achtergrond
Gabos is geschreven door Joël Hoop, Ruben Schnieders en Stacey Walroud en geproduceerd door Gubes en Esko. Het is een nummer dat past in de genres nederhop en drillrap. In het lied rapt JoeyAK over zijn gangsterleven. Het gaat over hoe hij bereid is om met geweld de mensen om hem heen te beschermen, zijn moeilijkheden en zijn rijkdommen. 

## Hitnoteringen
De artiest had bescheiden succes met het lied in Nederland. Het kwam tot de twintigste plaats van de Single Top 100 in de vijf weken dat het in deze hitlijst te vinden was. De Top 40 en haar Tipparade werden niet bereikt.